# Verliebt in Osaka
Verliebt in Osaka (jap. リバティ☆リバティ!, Ribati Ribati! für engl. Liberty Liberty!) ist ein Manga der japanischen Zeichnerin Hinako Takanaga, die unter anderem auch Kleiner Schmetterling verfasst hat. Er befasst sich mit einer Liebesbeziehung zwischen zwei Männern, lässt sich also der Boys-Love-Gattung zuordnen.

## Handlung
Als Itaru aus einem Rausch erwacht, befindet er sich in einem ihm unbekannten Haus. Koki Kuwabara, der ihn bei sich übernachten ließ, verlangt Geld für eine von Itaru zerstörte Kamera. Aber da dieser erst vor kurzem sein Studium abgebrochen hat und von zu Hause rausgeschmissen wurde, kann er nicht bezahlen. Da Itaru außerdem noch keine eigene Unterkunft hat, bittet er Koki darum, eine Weile bei ihm wohnen zu dürfen. Koki ist von der Idee zwar nicht besonders angetan, doch der mürrische Fotograf nimmt den „obdachlosen“ Jungen bei sich auf.
Itaru merkt schnell, dass er in Koki verliebt ist. Doch ihm seine Liebe zu gestehen, wagt er zunächst nicht, unter anderem weil er sich über seine Gefühle für eine Arbeitskollegin von Koki nicht klar wird.

## Veröffentlichungen
Verliebt in Osaka erschien in Japan 2003 und 2004 in Einzelkapiteln im Manga-Magazin Rutile des Gentōsha-Verlages, der diese Einzelkapitel im Jahr 2005 auch als Sammelband herausbrachte.
Nach dem Erfolg von Kleiner Schmetterling beschloss Tokyopop, auch andere Werke von Hinako Takanga zu veröffentlichen, darunter Verliebt in Osaka. Dieser von Costa Caspary übersetzte Sammelband erschien im Dezember 2006 und erreichte im selben Monat den dritten Platz in den monatlich ermittelten Manga Charts der erfolgreichsten Mangas in ausgewählten deutschen Comic- und Buchläden.